# Championnat de France de football américain 1997
Navigation
Saison 1996 Saison 1998
La saison 1997 du casque de diamant est la 16e saison du championnat de France de football américain. Elle voit le sacre des Flash de La Courneuve.

## Classement général
| Qualifié en play-offs |

| Relégué en casque d'or |

| Club                     | Vic.    | Nuls    | Déf.    | Pts     | Pts pour | Pts contre |
| ------------------------ | ------- | ------- | ------- | ------- | -------- | ---------- |
| Flash de la Courneuve    | 5       | 0       | 1       | 16      | 238      | 76         |
| Argonautes d'Aix         | 5       | 0       | 1       | 16      | 179      | 64         |
| Iron Mask de Cannes      | X       | X       | X       | X       | X        | X          |
| Mousquetaires du Plessis | 2       | 0       | 4       | 10      | 155      | 121        |
| Caïmans 72 du Mans       | 0       | 0       | 6       | 6       | 7        | 318        |
| Centaures de Grenoble    | Forfait | Forfait | Forfait | Forfait | Forfait  | Forfait    |
| Fighters de Croissy      | Forfait | Forfait | Forfait | Forfait | Forfait  | Forfait    |

## Calendrier / Résultats
| 1re journée (8 et 16 mars 1997) - Flash 67 - 0 Caïmans - Argonautes 32 - 6 Mousquetaires 2e journée (23 mars 1997) - Mousquetaires 56 - 0 Caïmans 3e journée (5 et 6 avril 1997) - Flash 42 - 21 Mousquetaires - Caïmans 7 - 40 Argonautes 4e journée (13 avril 1997) - Argonautes 26 - 12 Flash (1) Forfait des Centaures de Grenoble. |  | 5e journée (1er et 4 mai 1997) - Caïmans 0 - 69 Flash - Mousquetaires 12 - 26 Argonautes 6e journée (11 mai 1997) - Caïmans 0 - 40 Mousquetaires 7e journée (25 et 26 mai 1997) - Argonautes 46 - 0 Caïmans - Mousquetaires 20 - 21 Flash 8e journée (31 mai 1997) - Flash 27 - 9 Argonautes |

## Play-offs

### Finale
- 14 juin 1997 à Paris au Stade Charléty :

Flash 45 - 28 Argonautes

## Sources
- (fr) Conf’Ouest
- (fr) Elitefoot